# Поколения реактивных истребителей
Поколение реактивных истребителей (поколение самолётов «истребительного» типа) — группа серийных маневренных боевых самолётов с близкими лётно-техническими характеристиками, календарный период проектирования которых соответствует единому мировому уровню развития авиационной науки и техники.
Принадлежность к тому или иному поколению определяется по совокупности признаков, определяющих особенности: аэродинамической компоновки и конструктивно-силовой схемы планера; силовой установки; бортовых самолётных систем и систем бортового оборудования и вооружения.
Впервые такое деление поколений предложено сразу для пятого поколения. В это время в США обсуждалась программа создания нового истребителя Advanced Tactical Fighter, завершившаяся созданием малозаметного истребителя Lockheed F-22 Raptor на смену McDonnell Douglas F-15 Eagle и General Dynamics F-16 Fighting Falcon.
В некоторых странах, например в Китае и Швеции, ведётся собственный отсчёт поколений, связанный с имеющейся у них чёткой национальной последовательностью истребителей, сменявших друг друга.

## Системы поколений

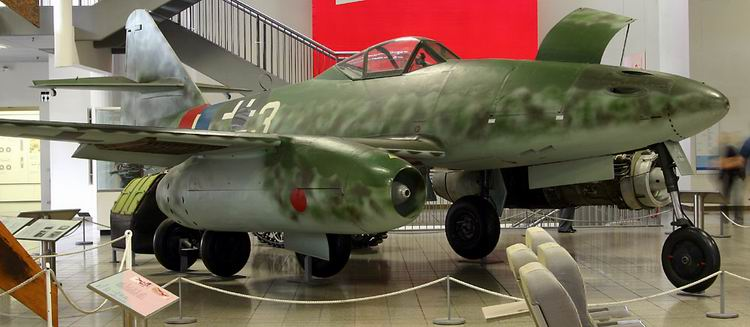
Messerschmitt Me.262 — первый серийный реактивный истребитель

Единых соглашений по свойствам, требуемым для отнесения к тому или иному поколению, нет. Данная группировка в поколения условна, из-за чего могут возникать разногласия по поводу отдельных модификаций. Широко принятой является система, выделяющая пять существующих поколений.
Было предложено также несколько других систем (некоторые включали и нереактивные истребители). Так, Ричард Халлион в 1990 году выделял шесть поколений, не соответствующих применяемым в XXI веке:
1. Дозвуковые (1943—1950): Мессершмитт 262, Як-15, МиГ-9, F-84 с прямым крылом. Число Маха: 0,75—0,85.
2. Околозвуковые (1947—1955): F-86, МиГ-15, МиГ-17. Число Маха: 0,9—1,05.
3. Ранние сверхзвуковые (1953—1960): МиГ-19, F-8. Число Маха: до 2.
4. Сверхзвуковые ограниченного применения (1955—1970): F-104, ранние МиГ-21 и «Мираж» III. Число Маха: от  2,0.
5. Сверхзвуковые многоцелевые (1958—1970): F-105, F-4, поздние выпуски Миг-21 и «Мираж» III. Число Маха: ------.
6. Высокоэффективные сверхзвуковые многоцелевые: F-14, F-15, F-16, F-18, МиГ-29, Су-27. Число Маха: ------.

Иногда можно встретить обозначения самолетов с приставкой + и ++ — приставка + обозначает, что самолет прошел модернизацию, и что по своим возможностям является промежуточным звеном между поколениями самолета. Приставка ++ обозначает, что самолет прошел серьезную модернизацию и вплотную приблизился к следующему поколению самолетов, например Су-35С обозначается как поколение 4++, что почти его приблизило к 5-му поколению.
| | Нулевое поколение |
| --- | --- |
| Истребители Второй мировой войны | К нулевому поколению относятся самолеты, созданные в период 1938/1939 — 1947/1948 годов (включая годы Второй мировой войны). Для них характерны следующие признаки: - Дозвуковая скорость полета (часто сравнимая со скоростью поздних поршневых истребителей) - Прямое крыло - Авиационные пулеметы и пушки в качестве основного вооружения (возможно применение неуправляемых ракет на вспомогательных ролях) - Отсутствие бортового радара - Первые турбореактивные двигатели без форсажа с низким уровнем надежности. Примерами истребителей нулевого поколения являются: - Американские: - Lockheed F-80 Shooting Star - North American FJ-1 Fury - McDonnell F2H Banshee - McDonnell FH-1 Phantom - Republic F-84 Thunderjet - Vought F6U Pirate - Douglas F3D Skyknight - Аргентинский: - FMA I.Ae. 27 Pulqui - Британские: - Gloster Meteor - De Havilland DH.100 Vampire - De Havilland DH.112 Venom - Supermarine Attacker - Hawker Sea Hawk - Немецкие: - Arado Ar 234 - Messerschmitt Me.262 - Heinkel He 280 - Heinkel He 162 Volksjäger - Советские: - МиГ-9 - Як-15 - Як-17 - Шведский: - Saab 21R |
| Первое поколение | Второе поколение |
| К первому поколению относятся реактивные самолёты, созданные в период с 1949 года по начало 1950-х годов. Для них характерны следующие признаки: - Стреловидное крыло - Отсутствие бортового радара, частично заменяемого радиоприцелом - Большая дозвуковая (около/трансзвуковая) скорость полета. У отдельных моделей, например F-100 Super Sabre, возможно незначительное превышение скорости звука. - Авиационные пушки и пулеметы как основное вооружение - Возможно применение неуправляемых ракет, но как вспомогательного вооружения (например для атаки наземных целей). Примерами истребителей первого поколения являются: - Американские: - North American F-86 Sabre - McDonnell F-3 Demon - Republic F-84F Thunderstreak - Аргентинский: - FMA I.Ae. 33 Pulqui II - Британский: - Hawker Hunter - Supermarine Swift - De Havilland DH.110 Sea Vixen - Немецкий: - Messerschmitt Me.163 - Советские: - Як-25 - МиГ-15 - МиГ-17 - Французские: - Dassault Ouragan - Dassault Mystère IV - Шведский: - Saab J-29 Tunnan | Второе поколение создавалось в 1950—1960-е годы. Для них характерны следующие признаки: - Сверхзвуковая скорость (до 2М). - Стреловидное крыло; - первые турбореактивные двигатели с форсажем; - Концепция перехватчика - Управляемые или самонаводящиеся ракеты в качестве основного оружия. - наличие бортового радара. - Поиск новых форм крыла (треугольное, оживальное крыло) - Горизонтальная маневренность принесена в жертву скоростным характеристикам. Однако крейсерская скорость у истребителей второго поколения все же дозвуковая. Примерами истребителей второго поколения являются: - Американские: - North American F-100 Super Sabre - Vought F-8 Crusader - McDonnell F-101 Voodoo - Convair F-102 Delta Dagger - Convair F-106 Delta Dart - Lockheed F-104 Starfighter - Republic F-105 Thunderchief - Британский: - English Electric Lightning - Советские: - МиГ-19 - Як-28 - Су-7 - Су-9 - Су-15 - Французский: - Dassault Mirage III - Шведские: - Saab 35 Draken |
| Третье поколение | Четвёртое поколение |
| Третье поколение создавалось в период между 1955 и 1980 годами. К характерным чертам можно отнести: - сверхзвуковую скорость (число Маха 2 и более); - Радары повышенной мощности. - более совершенный турбореактивный двигатель с форсажем; - Использование ракет большой и средней дальности. Примерами истребителей третьего поколения являются: - Американские: - McDonnell Douglas F-4 Phantom II - Northrop F-5 - Британский: - SEPECAT Jaguar - Европейский: - Panavia Tornado - Советские: - МиГ-21 - МиГ-23 - МиГ-27 - Су-17 - Французские: - Dassault Mirage F1 - Super Étendard - Шведский: - Saab 37 Viggen | Четвёртое поколение разрабатывалось в 1975—2010 годах и отличалось от третьего следующими характеристиками: - Улучшенные манёвренные характеристики (принцип «статической неустойчивости») - Интегральная аэродинамическая схема, в частности, крыло с наплывом (не у всех представителей) - Двухконтурные турбореактивные (турбовентиляторные) двигатели с пониженным расходом топлива. - усовершенствованная авионика - ЭДСУ - Многоцелевые самолёты - разделяют 4-е поколение и поколения 4+ и 4++. Так принято называть самолёты 4-го поколения, модернизация или дальнейшее развитие которых приближает их характеристики и эффективность к истребителям пятого поколения (4+), либо удовлетворяющие большинству (кроме малозаметности) требований к истребителям пятого поколения (4++). В частности для истребителей поколения 4++ характерен режим крейсерской сверхзвуковой скорости, являющийся одним из требований к истребителю 5-го поколения. Примерами истребителей четвёртого поколения являются: - Американские: - Grumman F-14 Tomcat - McDonnell Douglas F-15 Eagle - General Dynamics F-16 Fighting Falcon - McDonnell Douglas F/A-18 Hornet - Советские: - Су-27 - МиГ-29 - Французский: - Dassault Mirage 2000 - Шведский: - Saab JAS 39 Gripen Типичные представители поколения 4+: - Европейский: - Eurofighter Typhoon - Шведский: - Saab JAS 39E/F Gripen - Китайский: - J-10 - Советские/российские: - Су-33 - Су-30 - Французский: - Dassault Rafale Представители поколения 4++: - Американский: - F-15SE - Российские: - Су-35 - МиГ-35 |
| Пятое поколение | Шестое поколение |
| Истребители пятого поколения начали разрабатываться с конца XX века и отличаются от четвёртого следующими характеристиками: - Применение стелс-технологии и технологий уменьшения заметности, размещение вооружения внутри фюзеляжа; - полёт на сверхзвуковой скорости без использования форсажа. - более совершенная авионика (АФАР и т.п.). Примерами истребителей пятого поколения являются: - Американские: - F-22 Raptor - F-35 Lightning II - Китайские: - J-20 - J-31 (прототип, испытания) - Российские: - Су-57 - Су-75 (прототип) - Японский: - X-2 Shinshin (прототип, испытания) | Истребители шестого поколения будут отличаться от пятого следующими характеристиками: - крайняя скрытность (улучшенная стелс-технология); - эффективность во всех режимах полёта (от дозвуковой скорости до нескольких Махов); - возможность изменения формы; - умное покрытие; - высокоинтегрированные сетевые возможности; - очень чувствительные датчики; - пилотирование истребителя опционально; - оружие направленной энергии и ракетное оружие нового поколения. - Скорость самолета - гиперзвук. - Концепция ИИ — активное участие искусственного интеллекта самолета в помощи пилоту — например: наведение на цель/цели, помощь в сложных погодных условиях, взятия управления полетом на себя в случае если пилот ранен, убит или потерял сознание из-за перегрузок и т.д. В июне 2016 года глава дирекции программ военной авиации ОАК Владимир Михайлов заявил о разработке перспективного истребителя шестого поколения. К числу его характеристик относятся: - гиперзвуковая скорость; - сверхманёвренность; - многофункциональность; - стелс-технологии; - использование композитных материалов в строительстве. Примерами истребителей шестого поколения станут: - Американский: - NGAD (проект) - Китайский: - Baidi Белый император (проект) - Европейский: - Systems Tempest (проект) - Российский: - МиГ-41 (проект) |

## Галерея
Истребители пятого поколения:

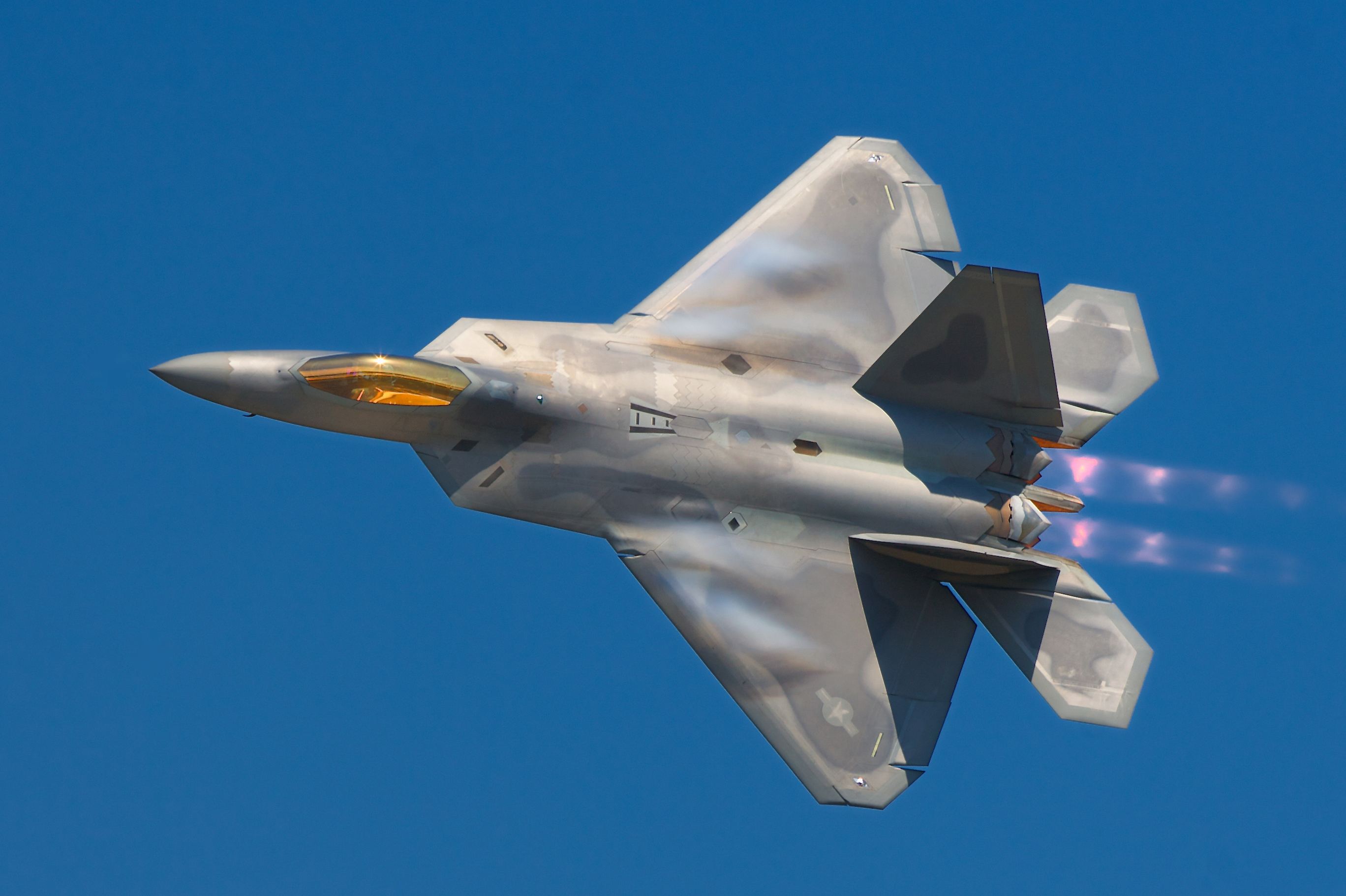
F-22 — первый в мире принятый на вооружение истребитель пятого поколения в США
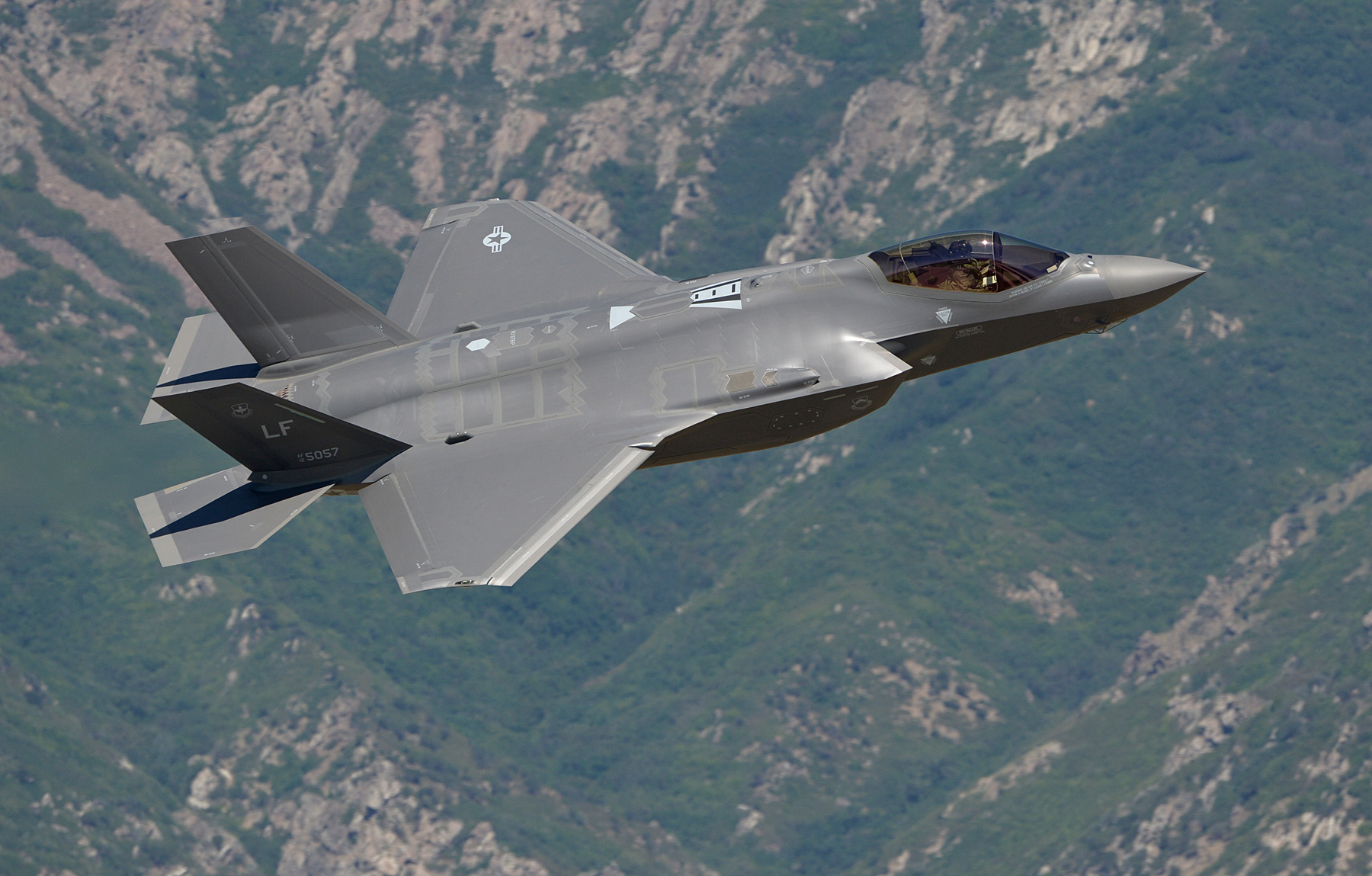
F-35 — принятый на вооружение до государственных испытаний истребитель-бомбардировщик пятого поколения, разработанный США и другими странами НАТО
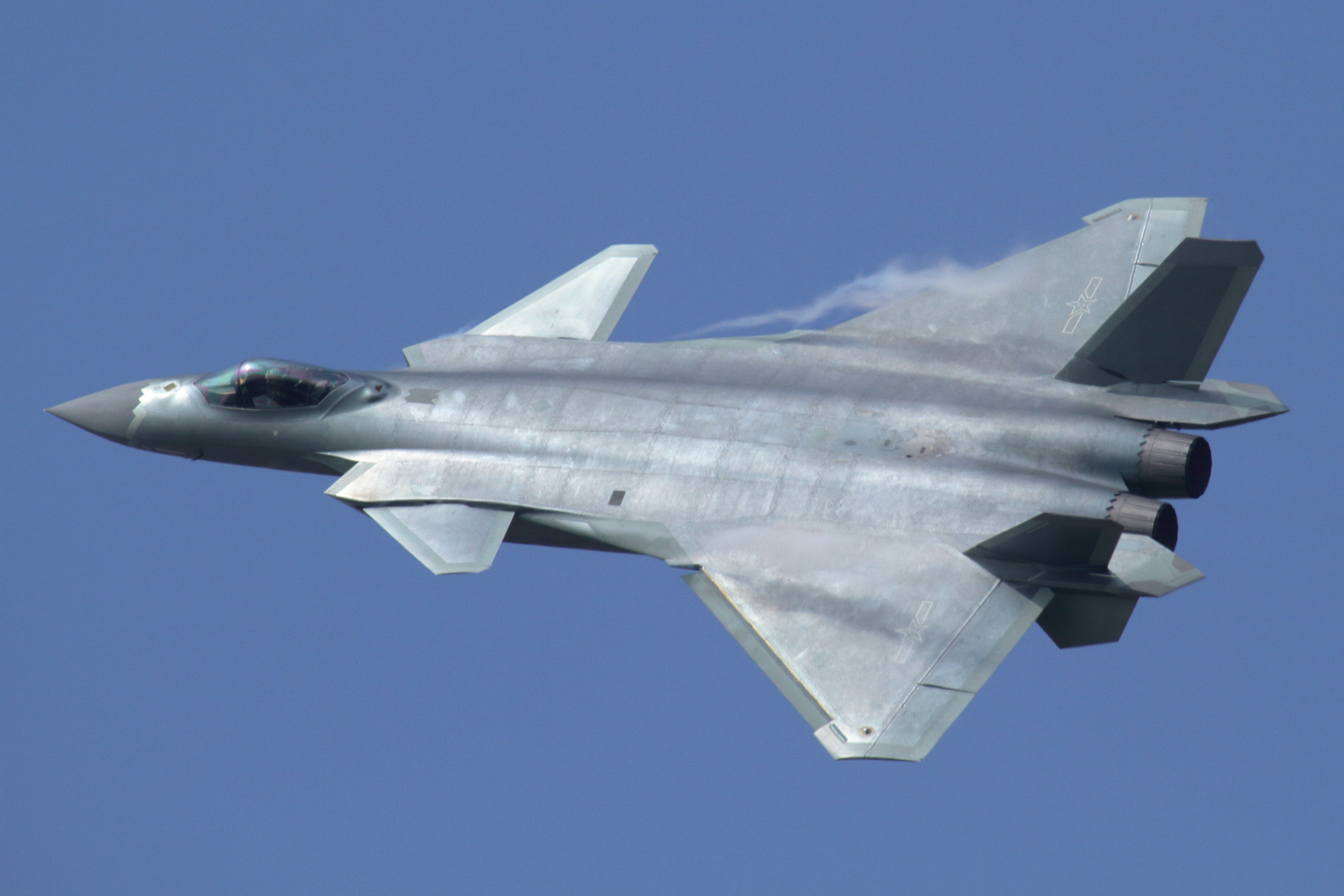
J-20 — первый неамериканский принятый на вооружение истребитель пятого поколения, разработанный Китаем
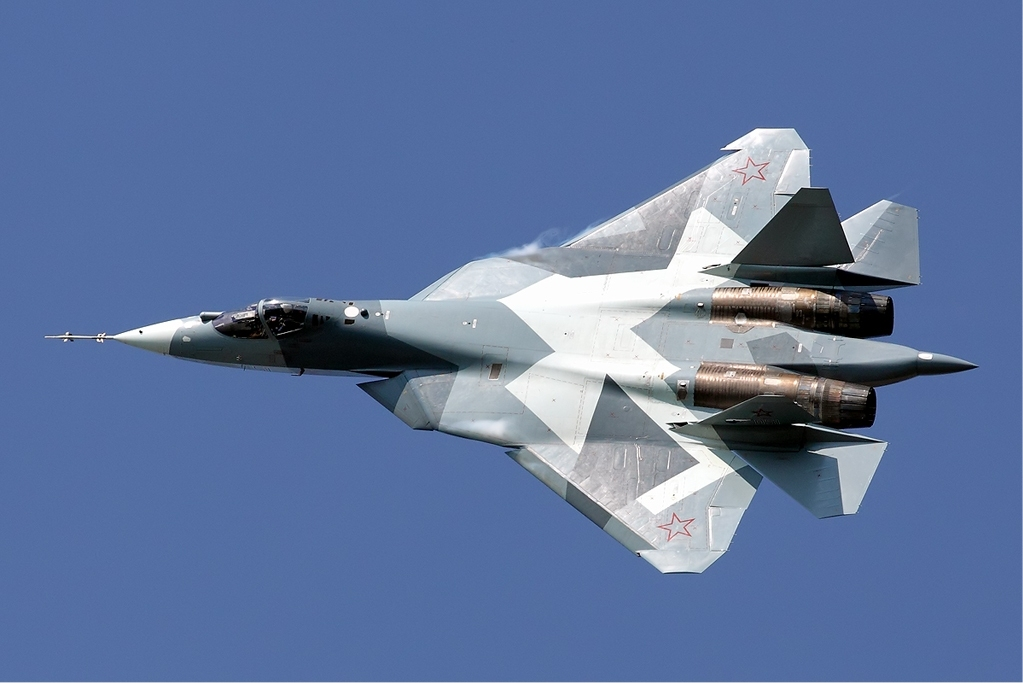
Су-57 — российский перспективный многоцелевой истребитель пятого поколения
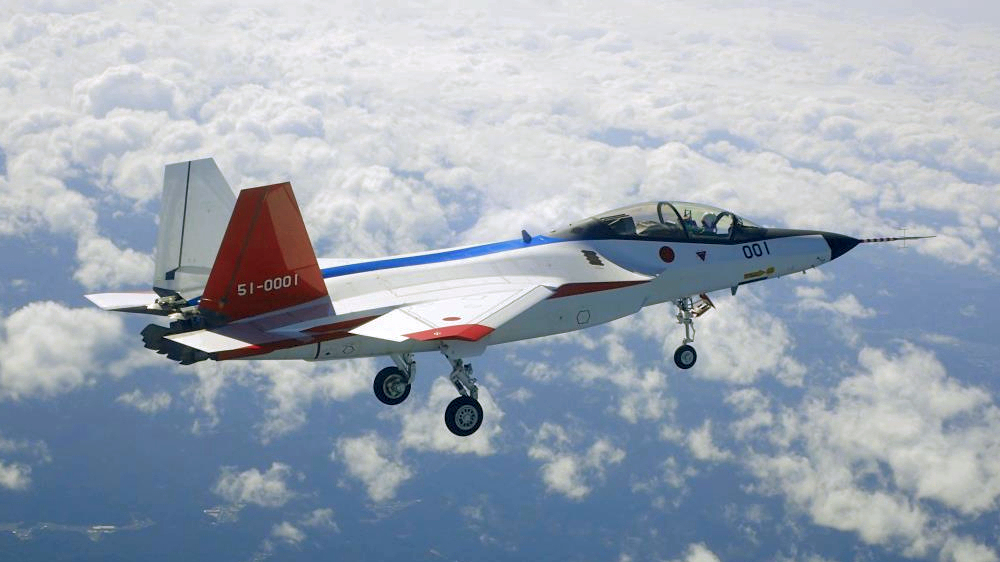
X-2 Shinshin — прототип японского перспективного многоцелевого истребителя пятого поколения